# Jürgen Wellbrock
Jürgen Wellbrock (* 21. Juli 1949 in Bremen) ist ein deutscher Lyriker, Essayist und Hörspielautor.

## Leben
Wellbrock wuchs in seiner Geburtsstadt auf. Nach der schulischen Ausbildung machte er dort eine Ausbildung zum Schriftsetzer. Seinen Zivildienst leistete er in Celle und Göttingen ab. 1972 zog er nach Berlin, wo er heute im Stadtteil Zehlendorf lebt.
Wellbrock veröffentlichte ab 1975 bei den Hörfunksendern SFB und RIAS erste Gedichte und Prosa. Sein erster Gedichtband erschien 1977, seine ersten Hörspiele wurden 1984 von Radio Bremen produziert. 1994 erhielt er ein Stipendium des Stuttgarter Schriftstellerhauses, ein Jahr später ein weiteres Stipendium des Schloss Wiepersdorf.

## Publikationen (Auswahl)
- Land an den Füssen. Gedichte. Edition der 2, Berlin 1977.
- Flüchten und Wandern. Gedichte. Schmid, Berlin 1979.
- Wurzelhorizonte. Prosagedichte. Schmid, Berlin 1983.
- Syps Eulenstunde. Prosagedichte. Verlag Ulrich Keicher, Leonberg-Warmbronn, 1992.
- Chiffren der Natur. Zwei Essays. Calatra Press Willem Enzinck, Lahnstein 1994.
- Schrittkunde. Verlag Ulrich Keicher, Leonberg-Warmbronn, 1999.
- Abermals ein Segel. Edition Maldoror, Berlin 1999.
- Gesang der Schnecken. Kleine Prosa. Verlag Ulrich Keicher, Leonberg-Warmbronn, 2003.
- Schattenjagd. Edition Maldoror, Berlin 2010.

Hörspiele:
- 1984: Bruchstellen 1 – Dschungelgespräche. (Regie: Günter Bommert)
- 1984: Bruchstellen 2 – Der Rand des Wassers. (Regie: Günter Bommert)
- 1985: Der Blick des Forschers. (Regie: Hans Helge Ott)
- 1986: Baum der drei Monde. (Regie: Gottfried von Einem)
- 1988: Beschwörung eines Ohres. (Regie: Günter Bommert)
- 1989: Nach dem Kirchgang. (Regie: Irene Schuck)
- 1990: Ehrenschulden. (Regie: Hans Helge Ott)
- 1990: Gemischte Katzengruppe. (Regie: Gottfried von Einem)
- 1992: Verpasste Tode 1 – Die Geburt des Schmetterlings. (Regie: Renate Heitzmann)
- 1992: Verpasste Tode 1 – Syps Vermächtnis. (Regie: Renate Heitzmann)